# Laos na Plażowych Igrzyskach Azjatyckich 2012
Laos na III Plażowych Igrzyskach Azjatyckich w 2012 roku reprezentowało pięciu zawodników, wyłącznie kobiet. Był to trzeci start reprezentacji Laosu na plażowych igrzyskach azjatyckich.

## Wyniki

### Sepak takraw plażowy
Laos wystawił swoją kobiecą reprezentację w plażowej odmianie gry w sepak takraw. Rywalizacja odbywała się w systemie kołowym, tj. każdy z każdym, po jednym meczu. Wygrywając jeden z czterech meczów, drużyna zdobyła brązowy medal, ex aequo z drużyną chińską.
Zawodniczki:
- Mith Ananh Bounpaseuth
- Damdouane Lattanavongsa
- Phathoumphone
- Philavane
- Koy Xayavong

| Konkurencja         | Mecz I                                            | Mecz II                                  | Mecz III                            | Mecz IV                           | Klasyfikacja końcowa |
| ------------------- | ------------------------------------------------- | ---------------------------------------- | ----------------------------------- | --------------------------------- | -------------------- |
| Turniej regu kobiet | Indonezja P 2-3 (15-11, 16-17, 8-15, 17-15, 3-15) | Chiny W 3-1 (15-12, 10-15, 15-13, 15-12) | Tajlandia P 0-3 (7-15, 11-15, 7-15) | Wietnam P 0-3 (11-15, 8-15, 8-15) |                      |